# Fiskedrag
Fiskedrag är oätliga beten som används inom sportfiske för att locka fiskar att bita i kroken. De vanligaste typerna är skeddrag, wobbler, spinnare och jigg.

## Bilder

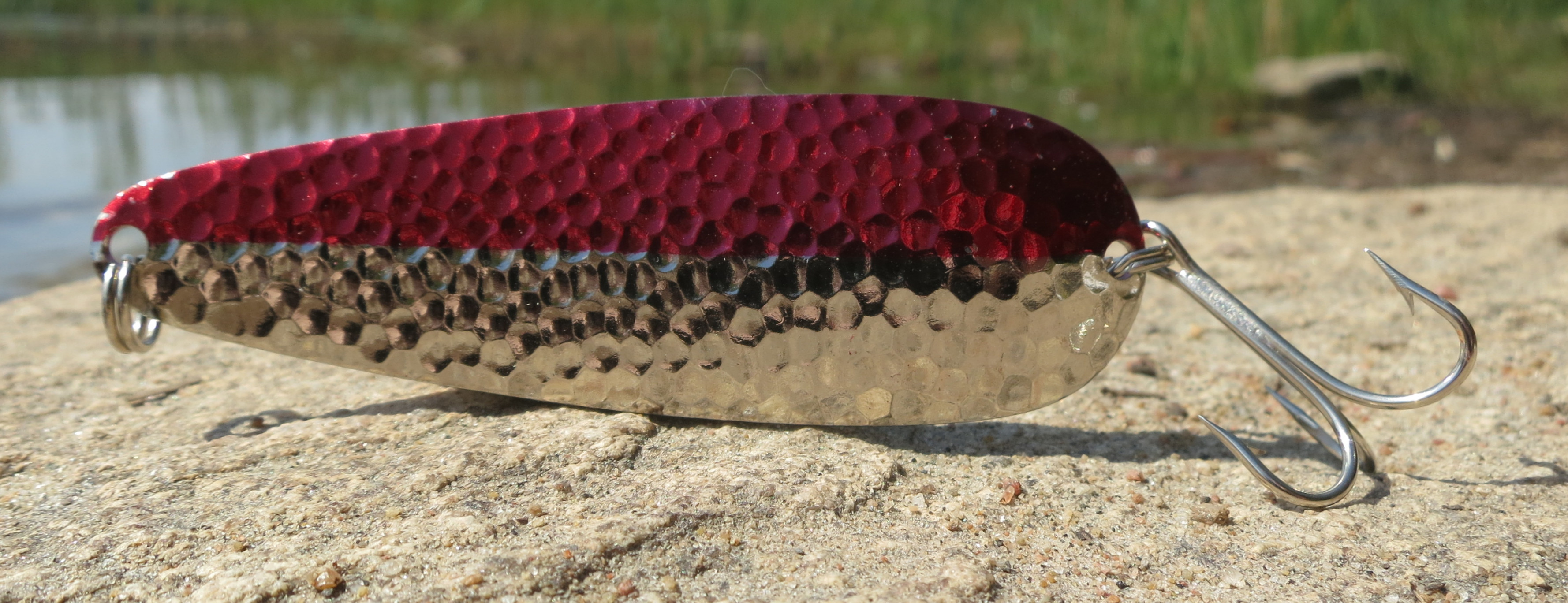
Skeddrag
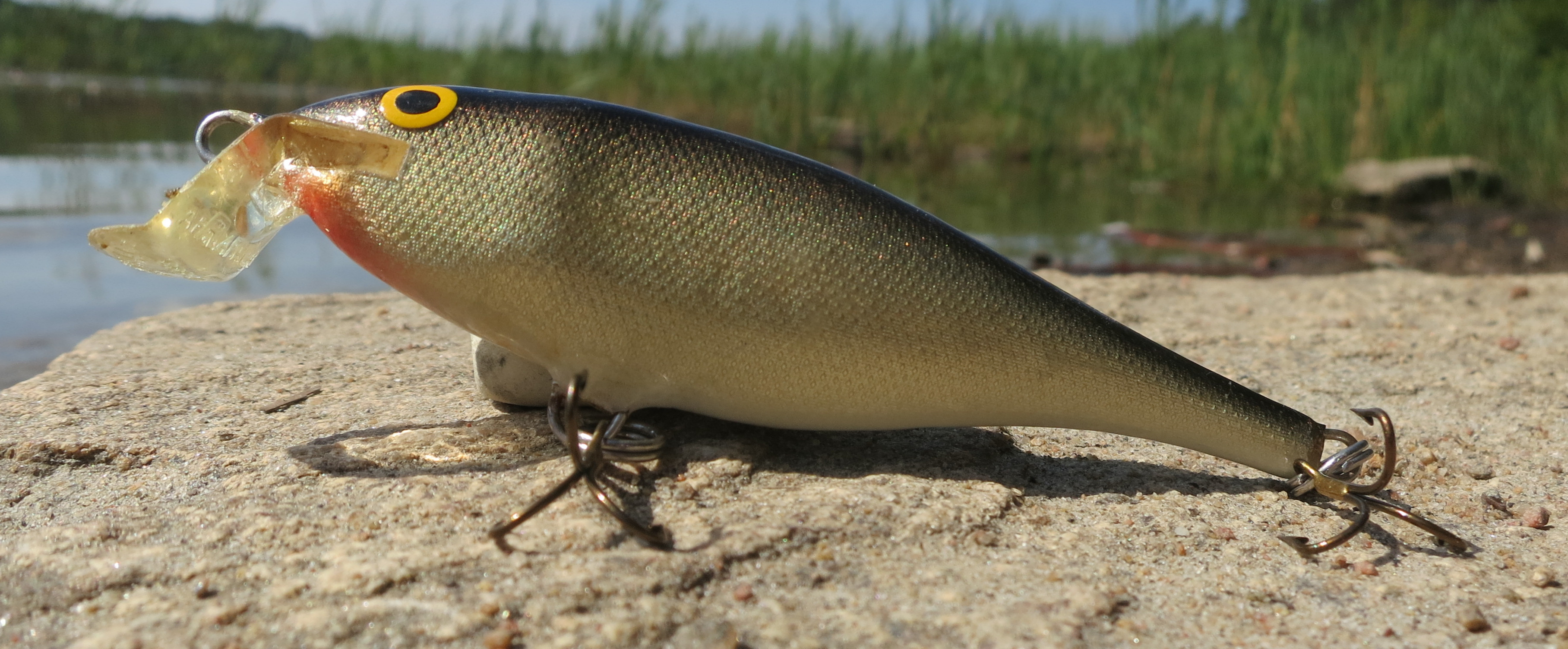
Wobbler
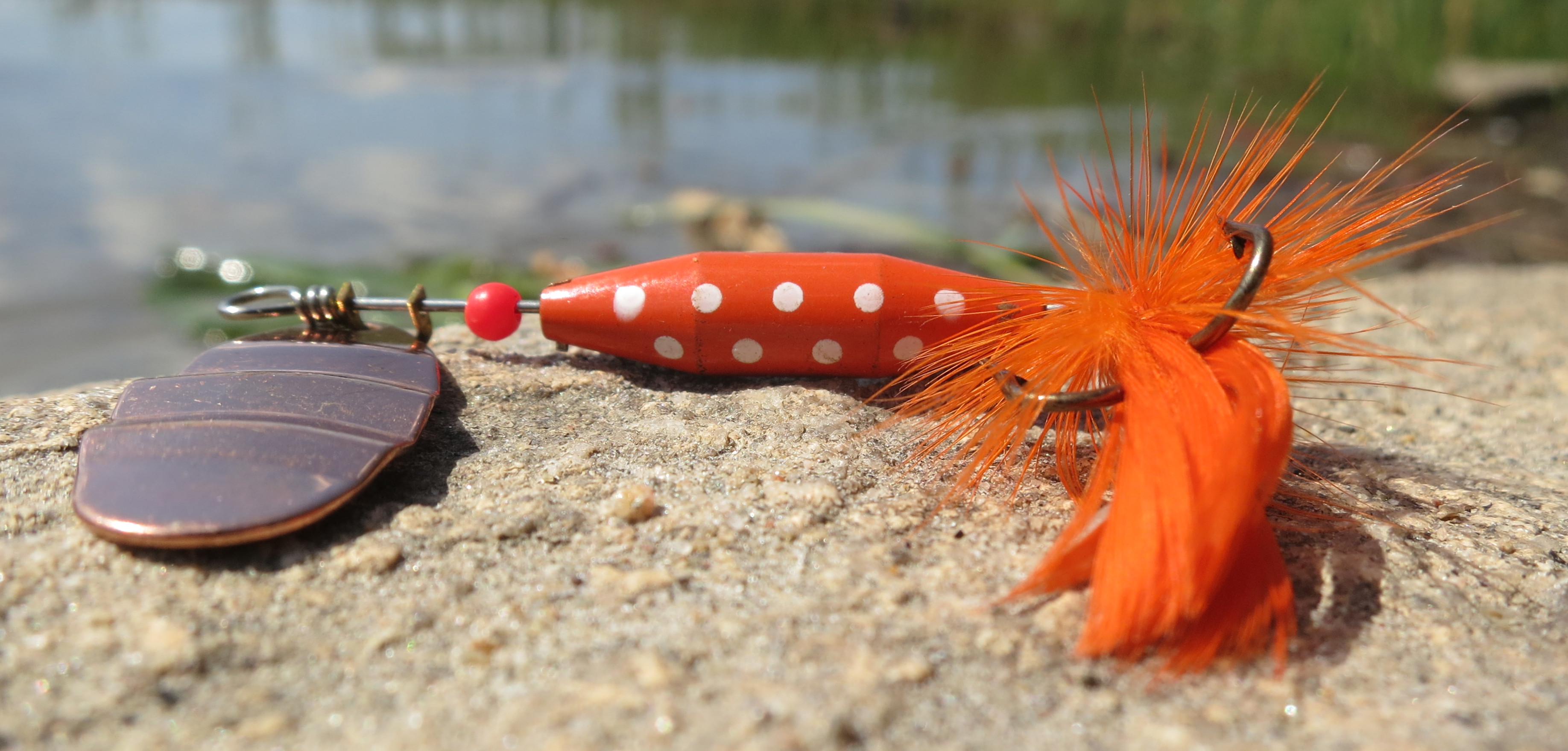
Spinnare
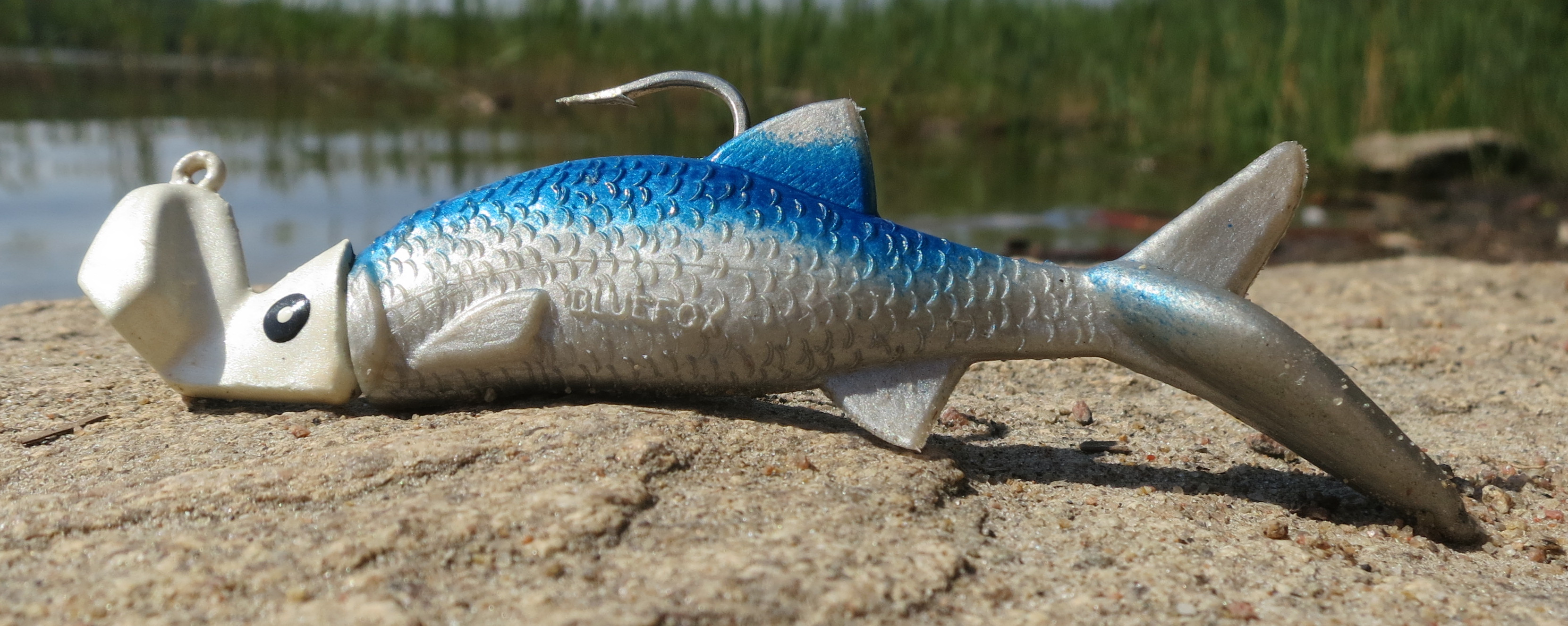
Jigg